# 梁元柱
梁元柱（1584年—1631年），字仲玉，号森琅，广东广州府顺德县倫教人。明朝政治人物。

## 生平
元柱貌殊端秀，聪颖绝伦，稍长有大志，外恂谨而中持刚介，尝观竞渡溺，族父援就己舍，勖之学。元柱感奋力读，无寒暑间。萬曆四十六年（1618年）戊午科由副榜领乡荐，天啓二年（1622年）成壬戌科進士。考选庶吉士，四年正月改授陕西道御史，掌陜西道。是时厂监魏忠贤结奉圣夫人客氏交煽内外，权势赫灼，宰执皆俯首听命，廷臣稍有声者，率罗致而计去其异己。会所识同僚某人愿为介绍以结交魏珰，辄峻拒之，某曰：履虎尾不畏咥人耶？不答，索笔大书二十字示之曰：不忧不惧，君子乃能遯世；患得患失，鄙夫安可事君。某以为不识时务，逡巡去。甫入台，条上七事，侃侃数千言皆切中时弊。勋贵子弟得荫者，辄用郡守、部郎，往往骄侈，不习吏事，疏请改用间散光禄典簿，许以忠倚要路，巧营户缺，侵剥官物，并论罢之。四年汪文言狱兴，忠贤藉以罗织，人人自危。左副都御史杨涟抗疏列二十四大罪，下旨切责。元柱与台省诤臣合疏继言，不纳。会六月京畿大雨雹，独上穹苍告变疏，疏入，魏忠贤深感愤怒，摘疏末数语指以诽谤，将矫旨置于极刑，有同县宗人某方党忠贤，阴为调度，仅擬严旨削籍为民，即为介见忠贤者。归隐五年，筑园城北粤秀山南，濬池得奇石，移古树为配，謂皆偶得也，署堂曰“偶然”，日与其渊旧邝露、黎遂球、陈子壮、赵焞夫、梁继善辈诗酒高会，醉后画山水人物神鬼，无不精绝，好事者得片楮争宝焉。独不喜与当事往还，值上元，露跨马抵南海令前驱，令怒，将拘辱之，元柱为缓颊不可。崇祯改元，诏戮忠贤尸，复诸臣被冤陷者，元柱以原职召还。二年（1629年）十月，清兵分三道入大安口进龙井马兰，军官周镇战没，张安、王纯臣遁，张万春降，遂围蓟州，破遵化，京师戒严。既而大兵将越蓟州，拒于袁崇焕，遂破玉田、顺义诸县，向德胜门攻南城。时元柱行抵河间，同召诸臣闻警皆迟疑不敢进，元柱慨然曰：主忧臣辱，此时恨不飞入都门，稽首殿阶，以笏书策上前，为国家三百年养士报耳，泄泄留此，意且奚为？闻者咸愧服，悉随之行，无逗留者。至京，补福建道御史，监顺天乡试，出巡清壩，旋按云南。自审理举劾，以迄清厘钱谷，一矢公平，积弊顿清。差峻，请便道归省，连丁内外艰，守制六年如一日，设祭田，由始祖而本支而分支，祖庙均焉。初元柱少时，族有忌者辱之不能堪，至贵，诣门谢，置弗校。服阕，崇祯四年八月迁陜西右参议，未赴病卒，年四十八，国朝雍正中祀乡贤。著有《疏要》四卷、《偶然堂集》四卷。

## 家族
系出宋招讨使梁起，祖梁梦雷，号明霖，嘉靖四十年辛酉举人，历官荆州通判，政多奇绩，万历二十二年甲午亢旱，荆尤甚，有旨令所在虔祷，梦雷祷雨晨出，遇道士不避，自称能召风雨，亟下车揖之，携至东郊，偕登坛，须臾雷雨大作，问足乎？梦雷曰：足矣！愿暂息。果晴霁，因与入城，中途道士私谓曰：公德及人多，但仙召有日矣，可速归，当今异人生尔家。言讫忽自去，城中民欢呼以迎，上官特荐，梦雷坚辞，弃官归，抵家百日而元柱生。梦雷旋卒，父梁士芳，诸生。封文林郎陕西道監察御史。母沈氏，贈孺人；继母周氏，封孺人。具慶下。兄梁元桢、梁在廷（見任廣西賀縣知縣）、梁中朗（見任刑部郎中）、梁崇廷（辛酉舉人）、弟元楣、元棟。
娶盧氏，封孺人。子泰臣、莊臣、莲臣，并庠生。墓在古楼睡牛岗。